# 新暗行御史
《新暗行御史》（日语：新暗行御史，羅馬字：Sin amhaeng eosa）是由韩国漫画原作者尹仁完编写、韩国漫画家梁庆一作画的一部青年漫画，在2001年至2007年于小學館青年漫画雜誌《月刊SUNDAY GENE-X》連載完畢。其内容均为虚构，但里面多有涉及朝鲜半岛的历史和传说。在日韩与华人区均有人气。标题中的“暗行御史”是朝鲜王朝实际存在的一个特别的官职。
另有日本与韩国联合摄制的电影动画，改编自漫画第1卷和第2卷部分内容，2004年12月4日在日本上映。

## 故事简介
很久很久以前，东方有一个叫做“聚慎”的国家，在那里，有一些被称为“暗行御史”的秘密特工。所谓暗行御史，是由国王委派的特殊官吏。他们秘密到各地巡视，惩治恶政、拯救庶民。换句话说，暗行御史就是那个世界的钦差大臣。虽然聚慎这个国家现在已经灭亡了，但一个孤独的暗行御史，仍然继续流浪于浮世之中……

## 登場人物

### 文秀一行
文秀
在强大的统一王朝——聚慎灭亡后，旅行于诸国之间的暗行御史。以暗行御史的证明“三马牌”召唤幽幻士兵打倒敌人。召唤时的口号为：“暗行御史出阵”。
在聚慎时代，担任军队将军的职务，并由于战功显赫而被授予最高级的“传说”称号。是聚慎王解慕漱的好友。
名字来源于李氏朝鲜时代著名的暗行御史“朴文秀”。
山道
本名春香。“山道”原本是暗行御史之护卫的职位名称。有着惊人的力量和速度，使用大剑和带爪子的巨大手甲作为武器的女战士。穿着暴露度很高、类似拘束具的衣服。本来已与梦龙有婚约，在梦龙死后继承其遗志，成为文秀的山道。
原型為韩国著名古典小说《春香傳》女主角“成春香”。
房子
“房子”原本是暗行御史之侍从的职位名称。本名不明。在跟随文秀之前，曾经侍奉的暗行御史阿里亚由于对抗腐败的领主失败而被斩首，后来遇到文秀便决意跟随。
原型为《春香传》中梦龙的侍从。

### 原聚慎人民
元述
聚慎國劍士部隊「花郎」的最強劍士。
花郎是新罗历史上的贵族青少年团体组织，目的是培养英勇顽强的武士。
乙巴素
聚慎國棒術部隊「白虎」的隊長。
元曉
聚慎國魔法戰隊的隊長及最強魔法師，可以使用最强召喚獸「桓雄」。
桓雄是传说中檀君朝鲜的开创者。
英實
聚慎第一的跆拳道高手，喜歡發明製造一些武器道具。
參考原型為朝鮮王朝的發明家蔣英實。
彌土
馬牌的冶造者，暗行御史制度的创立者，原大魔法师，能召唤最强之神“齐天大圣”。
原型是日本的“水户黄门”德川光圀。
解慕漱
聚慎國的國王。小时便是文秀和桂月香的好友。
原型為北扶餘君主解慕漱。
桂月香
文秀曾經深愛的女人，與文秀及解慕漱是青梅竹馬。
原型為朝鮮王朝名妓桂月香，传说她在壬辰倭乱期间义不屈服日寇而自尽。

### 阿志泰势力
阿志泰
聚慎國滅亡的禍首，是文秀的宿敵。
麻古
阿志泰軍的女劍士，實力與春香相當。
鲁·阿尔斯
崇拜恶魔的贵族，为了黑魔术，连续杀死321人并使用尸体做成赞美恶魔的造型物。
格利玛尔
曾经在警官队，后成为阿志泰的协力者。
妙月
妖艳而残忍的女性妖怪，喜欢吃人。
仲孙
五百年前聚慎受到数百万外敌侵略时者没有屈服、保护国家的英雄，三别抄军的神义军将军。在聚慎立有其巨大的纪念石像。
原型是三别抄之乱的首领裴仲孙。
标
五百年前三别抄军的左别抄军队将军。
罗汉
五百年前三别抄军的右别抄军队将军。戴有眼镜，因为在五百年前的战斗中失去了声带而不能说话。
快堕天
曾经攻击聚慎的所有恶兽的母体，本体看是少女的样子。曾经与少年时的元述相遇过。

### 活贫党
洪吉童
活貧黨总裁。以桂月香的名义出现在文秀面前，实际上是桂月香同父异母的姐姐。
白龍
活貧黨副总裁。口边有黑痣，金色长发，身穿羽衣。活贫党中战斗力最高，与其他成员相差悬殊。
太儒
戴眼镜的长发剑士，自称“在活贫党中属于弱者的部类”。
铁
体型巨大的男人，使用“狮子吼”的合气，可以用声波造成破坏。
乭石
头发编成八条辫子的青年，像幼稚又愚蠢的小孩，但是重视义理人情，厌恶卑劣的手段。会使用合气。
忍修
长发的青年，只为了钱而受雇于活贫党，对洪吉童并不特别忠诚。
祖尔
非洲的黑人，只为了钱而受雇于活贫党，对洪吉童并不特别忠诚。
漱
像猫的少年。会使用合气。

### 西洋人
鲁西特·冯·玛露蕾娜
西洋的女剑士。文秀曾指导她的剑术。
哈多
玛露蕾娜的侍从。文秀在西洋的曾担任文秀的翻译。
鲁西特·冯·尤利亚斯
玛露蕾娜之父，王室近卫队长。
温莎女王
布雷迪尼加帝国的女王。

### 其他人物
黄小姐
女暗行御史。使用两个二马牌可以召唤出“阁氏部队”（女性幽灵士兵）。
夢龍
曾與春香訂婚，但已遭魔獸殺死。
原型為《春香傳》男主角李夢龍。
平冈
七甲山的领主、平袁的女儿。
西方领主
文秀曾经帮助过的青年领主，本名不明。
武杖
远离世俗隐居的剑客，研究武术“合气”并体系化。自称为天下第一。
浚
岛上向文秀求助的少年，柳义泰的弟子。
柳義泰
謎一般的醫師。
原型為朝鮮王朝醫師柳義泰

### 电影动画人物
弁
梦龙家乡的残暴领主，漫画中有登场，但名字未提及。夺走已与梦龙有婚约的春香，对人民残暴统治，后被反抗的人民杀死。
沃
浚的姐姐，漫画中有登场，但名字未提及。
摩利
电影动画原创人物。柳義泰的部下，与山道实力相近的女剑士，貌似麻古。
皇甫
电影动画原创人物。浚所住海岛上的领主。

## 出版書籍
| 卷數 | 小学馆         | 小学馆                 | 天下出版       | 天下出版               | 尖端出版       | 尖端出版             |
| 卷數 | 發售日期       | ISBN                   | 發售日期       | ISBN                   | 發售日期       | EAN                  |
| ---- | -------------- | ---------------------- | -------------- | ---------------------- | -------------- | -------------------- |
| 1    | 2001年7月18日  | ISBN 978-4-09-157001-7 | 2001年11月15日 | ISBN 978-962-998-280-5 | 2003年1月16日  | EAN 471-0614-36554-4 |
| 2    | 2001年12月17日 | ISBN 978-4-09-157002-4 | 2002年2月4日   | ISBN 978-962-998-354-3 | 2003年3月19日  | EAN 471-0614-36555-1 |
| 3    | 2002年4月19日  | ISBN 978-4-09-157003-1 | 2002年6月12日  | ISBN 978-962-998-608-7 | 2003年6月20日  | EAN 471-0614-36556-8 |
| 4    | 2002年10月19日 | ISBN 978-4-09-157004-8 | 2002年12月12日 | ISBN 978-962-998-907-1 | 2003年12月17日 | EAN 471-0614-36557-5 |
| 5    | 2003年4月19日  | ISBN 978-4-09-157005-5 | 2004年12月15日 | ISBN 978-962-998-568-4 | 2004年1月27日  | EAN 471-0614-36558-2 |
| 6    | 2003年7月19日  | ISBN 978-4-09-157006-2 | 2003年8月9日   | ISBN 978-962-998-079-5 | 2004年3月24日  | EAN 471-0614-36559-9 |
| 7    | 2003年12月12日 | ISBN 978-4-09-157007-9 | 2004年12月15日 | ISBN 978-988-207-088-2 | 2004年5月19日  | EAN 471-0614-36560-5 |
| 8    | 2004年5月19日  | ISBN 978-4-09-157008-6 | 2004年12月15日 | ISBN 978-988-207-215-2 | 2004年7月7日   | EAN 471-0614-36976-4 |
| 9    | 2004年11月19日 | ISBN 978-4-09-157009-3 | 2004年12月15日 | ISBN 978-988-207-416-3 | 2005年1月8日   | EAN 471-0614-37342-5 |
| 10   | 2004年12月17日 | ISBN 978-4-09-157010-9 | 2005年1月25日  | ISBN 978-988-207-434-7 | 2005年3月22日  | EAN 471-0614-37527-7 |
| 11   | 2005年5月19日  | ISBN 978-4-09-157321-6 | 2005年6月22日  | ISBN 978-988-207-530-6 | 2005年9月8日   | EAN 471-0614-37725-7 |
| 12   | 2005年11月18日 | ISBN 978-4-09-157322-3 | 2006年1月26日  | ISBN 978-988-207-662-4 | 2006年3月8日   | EAN 471-7702-20234-7 |
| 13   | 2006年4月19日  | ISBN 978-4-09-157037-6 | 2006年9月11日  | ISBN 978-988-215-111-6 | 2006年7月21日  | EAN 471-7702-20552-2 |
| 14   | 2006年7月19日  | ISBN 978-4-09-157060-4 | 2006年10月14日 | ISBN 978-988-215-139-0 | 2006年10月13日 | EAN 471-7702-20648-2 |
| 15   | 2006年12月15日 | ISBN 978-4-09-157077-2 | 2007年1月30日  | ISBN 978-988-215-247-2 | 2007年4月20日  | EAN 471-7702-20936-0 |
| 16   | 2007年5月18日  | ISBN 978-4-09-157090-1 | 2007年7月31日  | ISBN 978-988-215-368-4 | 2007年9月14日  | EAN 471-7702-21387-9 |
| 外传 | 2007年5月18日  | ISBN 978-4-09-157094-9 | 2007年9月4日   | ISBN 978-988-215-393-6 | 2007年12月20日 | EAN 471-7702-21526-2 |
| 17   | 2007年10月19日 | ISBN 978-4-09-157110-6 |                | ISBN 978-770-221-723-3 | 2008年3月10日  | EAN 471-7702-21723-5 |

文庫版
| 卷數 | 小学館         | 小学館                 |
| 卷數 | 發售日期       | ISBN                   |
| ---- | -------------- | ---------------------- |
| 1    | 2009年5月15日  | ISBN 978-4-09-193851-0 |
| 2    | 2009年5月15日  | ISBN 978-4-09-193852-7 |
| 3    | 2009年6月13日  | ISBN 978-4-09-193853-4 |
| 4    | 2009年6月13日  | ISBN 978-4-09-193854-1 |
| 5    | 2009年7月15日  | ISBN 978-4-09-193855-8 |
| 6    | 2009年8月12日  | ISBN 978-4-09-193856-5 |
| 7    | 2009年9月15日  | ISBN 978-4-09-193857-2 |
| 8    | 2009年10月15日 | ISBN 978-4-09-193858-9 |
| 9    | 2009年11月14日 | ISBN 978-4-09-193859-6 |
| 10   | 2009年12月15日 | ISBN 978-4-09-193860-2 |
| 11   | 2010年1月15日  | ISBN 978-4-09-193861-9 |
| 12   | 2010年2月13日  | ISBN 978-4-09-193862-6 |

### 導讀手冊
《新暗行御史公式設定集―真實與使命》
| 卷數 | 小学館         | 小学館             | 尖端出版     | 尖端出版             |
| 卷數 | 發售日期       | ISBN               | 發售日期     | EAN                  |
| ---- | -------------- | ------------------ | ------------ | -------------------- |
| 全   | 2004年11月19日 | ISBN 4-09-157301-0 | 2006年1月4日 | EAN 471-7702-20060-2 |

## 動畫電影
作为首部真正日韩合拍的动画电影，其上映被确定为“日韩友情年2005”的活动之一，宣传词为“希望在戰爭之先”（希望は、戦いの先にある）。

### 配音員
- 文秀：藤原启治
- 山道：小林沙苗
- 弁：中尾隆圣
- 沃：日高範子
- 柳義泰：宫本充
- 摩利：朴璐美
- 夢龍：岸尾大辅
- 浚：福岛润
- 熱砂蝙蝠：早水理沙
- 催眠術師：铃木玲子
- 皇甫：相泽正辉

### 制作團隊
- 作者：尹仁完
- 作画：梁庆一
- 原案协力：夏目晃暢（《月刊SUNDAY GENE-X》编辑部）
- 总监制：本乡充
- 执行制片人：龟井修、郑焙
- 企画：久保雅一、安铉东
- 制片人：加治屋文祥、杨芝惠、游佐和彦、李相燉
- 动画制片人：神田修吉、李東基
- 编剧：本乡充、尹仁完、志村锭儿
- 分镜：志村锭儿、本乡充、安台根
- 执行导演：志村锭儿、安台根、小林孝嗣、渡边正彦、越智浩仁、本乡充
- 助理执行导演：德本善信
- 人物设定：高桥英树、吴敬吾
- 设计工作：佐藤和巳、
- 作画总监：高桥英树
- 作画监督：毛利和昭、安台根、泽田正人、久高司郎、佐藤陵、松本卓也、相泽昌弘
- 色彩设计：渡边亚纪
- 美术监督：小林七郎
- 摄影监督：水谷贵哉、金智燿
- CGI导演：小林雅士
- 编辑：边见俊夫、金长秀
- 日本版音响监督：三间雅文
- 作曲：大谷幸
- 制片担当：小板桥司
- 制片管理：龟井康辉
- 动画制作：OLM Team Koitabashi、CHARACTERPLAN
- 出品：新暗行御史制作委员会（小学馆、KlockWorx、双日、博报堂DY Media Partners 、OLM、MIDEA、万代、东京电视台、小学馆Production）
- 导演：志村锭儿

### 主题曲
《Song With No Name》
作词：合田毅 作曲：葛谷叶子 编曲：松原宪（avex trax） 演唱：BoA
《My Name》
作词、作曲、编曲：KenZie